# Zhuganzhen (köpinghuvudort i Kina, Shaanxi, lat 34,62, long 108,31)
Zhuganzhen (kinesiska: 注泔, 注泔镇) är en köpinghuvudort i Kina. Den ligger i provinsen Shaanxi, i den nordvästra delen av landet, omkring 67 kilometer nordväst om provinshuvudstaden Xi'an. Antalet invånare är 18 040. Befolkningen består av 8 634 kvinnor och 9 406 män. Barn under 15 år utgör 16,0 %, vuxna 15-64 år 72 %, och äldre över 65 år 10,0 %.
Runt Zhuganzhen är det tätbefolkat, med 442 invånare per kvadratkilometer. Närmaste större samhälle är Jianjun, 17,1 km väster om Zhuganzhen. Trakten runt Zhuganzhen består till största delen av jordbruksmark.
Genomsnittlig årsnederbörd är 643 millimeter. Den regnigaste månaden är september, med i genomsnitt 150 mm nederbörd, och den torraste är december, med 1 mm nederbörd.